# Drama radiofônico

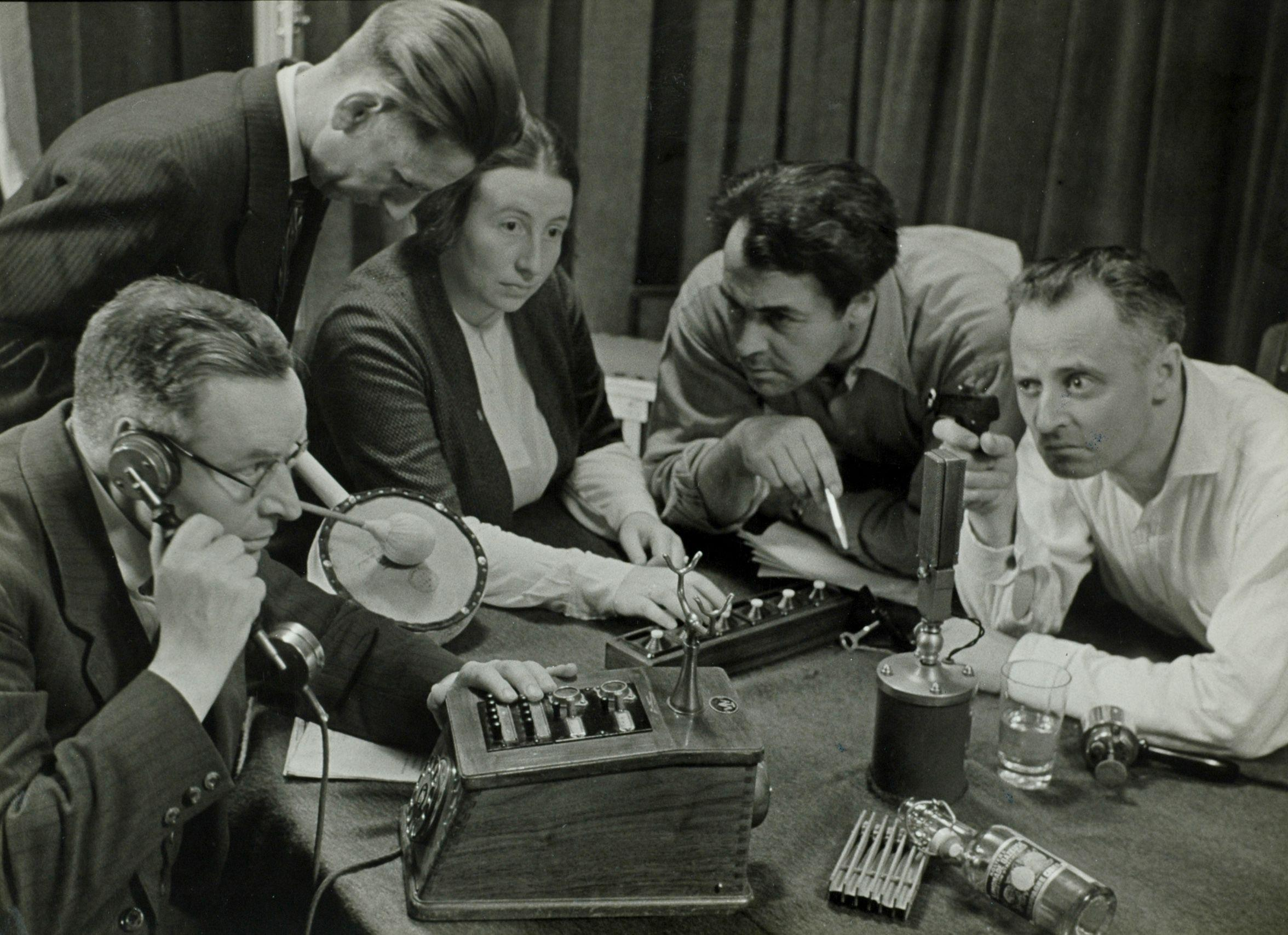
Gravação de um rádio-teatro nos Países Baixos (1949)

Rádio-drama ou rádio-teatro é uma performance dramatizada e puramente acústica. Sem nenhum componente visual, o drama radiofônico depende do diálogo, da música e dos efeitos sonoros para ajudar o ouvinte a imaginar os personagens e a história: "É o auditivo na dimensão física, mas igualmente poderoso como força visual na dimensão psicológica".
O drama de rádio alcançou ampla popularidade em uma década de seu desenvolvimento inicial na década de 1920. Na década de 1940, era um entretenimento popular internacional líder. Com o advento da televisão na década de 1950, no entanto, o drama radiofônico perdeu parte de sua popularidade e, em alguns países, nunca recuperou grandes audiências. No entanto, as gravações do OTR (rádio antigo) sobrevivem hoje nos arquivos de áudio de colecionadores, bibliotecas e museus, bem como em diversos sites on-line, como o Internet Archive. Graças aos avanços na gravação digital e na distribuição pela Internet, o rádio-teatro estava passou por um revival na década de 2010.